# Grevinde Amalie Henriette af Solms-Baruth
Grevinde Amalie Henriette Charlotte af Solms-Baruth (født 30. januar 1768 i Kliczków, død 31. oktober 1847 i Karlsruhe) var en grevinde ved fødslen af Solms-Baruth. Hun var det eneste barn af John Christian II, greve af Solms-Baruth og hans kone, Friederike Louise af Reuss-Köstritz.
Hun giftede sig den 30. januar 1789 med fyrst Karl Ludwig af Hohenlohe-Langenburg. De havde følgende børn:
- Prinsesse Louise af Hohenlohe-Langenburg
- Prinsesse Elisabeth af Hohenlohe-Langenburg (1790-1830); gift med Victor Amadeus, Landgreve af Hesse-Rotenburg, Hertug af Ratibór
- Prinsesse Constance af Hohenlohe-Langenburg (1792-1847); gift med Franz Joseph, 5. prins af Hohenlohe-Schillingsfürst
- Prinsesse Emilie af Hohenlohe-Langenburg (1793-1859); gift med grev Friedrich Ludwig fra Castell-Castell; deres datter giftede sig med Julius, Greve af Lippe-Biesterfeld og fik børn med ham
- Prins Ernst fra Hohenlohe-Langenburg (1794-1860); gift i 1828 med prinsesse Feodora af Leiningen (1807-1872)
- Prins Frederick af Hohenlohe-Langenburg
- Prinsesse Marie Henriette af Hohenlohe-Langenburg
- Prinsesse Louise af Hohenlohe-Langenburg; gift Prins Adolf zu Hohenlohe-Ingelfingen
- Prinsesse Johanna af Hohenlohe-Langenburg; gift med grev Emil Christian af Erbach-Schönberg
- Prinsesse Maria Agnes af Hohenlohe-Langenburg ; gift med Konstantin, arvelig prins af Löwenstein-Wertheim-Rosenberg
- Prins Henrik Gustav af Hohenlohe-Langenburg
- Prinsesse Helene af Hohenlohe-Langenburg (1807-1880); gift med Hertug Eugen of Württemberg
- Prins Henrik af Hohenlohe-Langenburg

På grund af hendes børn og børnebørns ægteskaber er hun formoder til flere europæiske monarker:
- Prins Hans Adam II af Liechtenstein er barnebarn af Infanta Maria Theresa fra Portugal , hvis moder Adelaide var Amalie Henriettes barnebarn.
- Kong Philippe af Belgien er også en efterkommer af Adelaide gennem hendes datter Maria Josepha .
- Storhertug Henri af Luxembourg er også en efterkommer af Adelaide gennem hendes døtre Marie Anne og Maria Antonia .
- Kong Carl XVI Gustav af Sverige er en søn af Sibylla, som var tipoldebarn af Amalie Henriettes søn Ernst Christian .
- Dronning Beatrix af Holland er en datter af Bernhard, som var et oldebarn af Amalie Henriettes datter Emilie.
- Dronning Sophia af Spanien og Konstantin II af Grækenland er børn af Frederica of Hanover, hvis bedstemor kejserinde Augusta Victoria var barnebarn af Amalie Henriettes søn Ernst Christian.